# Staberoha aemula
Staberoha aemula là một loài thực vật có hoa trong họ Restionaceae. Loài này được (Kunth) Pillans miêu tả khoa học đầu tiên năm 1928.